# 沙织事件
沙织事件（日语：沙織事件），是发生于1991年的一件盗窃事件而引发的公众对色情类成人游戏缺乏有效监管的争议，最终导致了各大成人游戏制造商共同成立了一个对日本成人游戏伦理审查的自律组织——。

## 背景
1986年，由Macademia软件开发的基于刑法第177条強姦罪为题材的成人游戏《177》被提上国会并引发了争议。虽然当时并没有在现实社会引起注意，但在那个时候的环境中，色情题材是很普遍的。
但是正因为在这次事件中，一个18岁以下的青少年，能够去购买到这些色情游戏，导致了色情游戏的监管问题引起了公众的关注和争议。

## 事件发生
1991年，京都府的一名男高中生从店里偷取《沙織 -美少女們的貴府-》，结果被店员发现而被捕，但该游戏全是色情情节，引发了由于色情游戏导致青少年不良成长的指责。
结果当年11月25日，京都府警察少年課的警察对该作品的发行商“X指定”及其持有公司F&C，母公司JAST，及售卖店铺进行搜查。当时的F&C公司总裁、发行部部长，因为“X指定”的产品《龙城18禁（ドラゴンシティX指定）》、《天使们的午后3 番外篇（天使たちの午後3 番外編）》、《天使们的午后4 优子（天使たちの午後4 〜ゆう子〜）》，以售卖持有的淫猥影音材料逮捕。这次事件因此以游戏名称称为“沙织事件”，或以所属公司名称称为“FC事件”。

## 后续影响
由于这次事件，1992年4月1日，日本电脑软件协会首次对将带有色情性描述的内容定性为“18禁”并制定相应的制作、销售规定，这是首次官方性组织对这类电脑游戏进行分级的表态。
同年7月，宫崎县修订了青少年保護育成條例，首次将GAINAX的《电脑学园》定性为有害书籍。
同年8月25日，各成人游戏制作公司聚在一起开会，商定成立计算机软件伦理机构，制定了针对18岁以上销售的“18禁”级别和低于18岁以下销售的“全年龄级”的分级级别（之后追加针对未满15岁禁止销售的“R级别”，之后还增加了“15岁以上销售”、“12岁以上销售”的级别），并制定了如果有商店不按该机构要求向不合规格的人销售不属于其售卖级别的商品，将会被追究的规定。就此，这次事件成为给商业实现针对成人内容的自我约束的一个机会，商业上第一次形成了对成人游戏实现自我审查的约定。
2003年，软件内容协会也加入其中，增加了相应的审核内容和与软件商的合作。
对于家用游戏机的游戏，业界也进行了相当久的检讨，最终于2002年由電腦娛樂分級機構实行自律审查。

### 相关作品处理
经过此次事件后，相应作品（如《沙织 -美少女们的贵府-》）均被下架回收，甚至撤出了厂家的销售目录中，成为绝版。或者修正内容才重新发布，如《天使们的午后3 番外篇》则修正后更名《天使们的午后3 番外篇 反省版（天使たちの午後3 番外編・反省版）》，《天使们的午后4 优子》修正后作为《天使们的午后收录篇2（天使たちの午後 CollectionII）》附属作品收录。